# Specie di Solanum
Elenco delle specie di Solanum.

I nomi comuni in italiano sono evidenziati in grassetto accanto al nome scientifico.

## A
- Solanum abitaguense S.Knapp
- Solanum abortivum Symon
- Solanum absconditum Agra
- Solanum abutilifolium Rusby
- Solanum abutiloides Bitter & Lillo
- Solanum acanthodapis A.R.Bean
- Solanum acaule Bitter
- Solanum accrescens Standl. & C.V.Morton
- Solanum acerifolium Humb. & Bonpl. ex Dunal
- Solanum achorum S.R.Stern
- Solanum acroglossum Juz.
- Solanum acropterum Griseb.
- Solanum acroscopicum Ochoa
- Solanum actaeabotrys Rusby
- Solanum actephilum Guillaumin
- Solanum aculeastrum Dunal
- Solanum aculeatissimum Jacq.
- Solanum acuminatum Ruiz & Pav.
- Solanum acutilobum Dunal
- Solanum adamantium Gouvêa
- Solanum adenobasis M.Nee & Farruggia
- Solanum adenophorum F.Muell.
- Solanum adoense Hochst. ex A.Rich.
- Solanum adoxum A.R.Bean
- Solanum adscendens Sendtn.
- Solanum adspersum Witasek
- Solanum aemulans Bitter & Wittm.
- Solanum aethiopicum L. - melanzana rossa
- Solanum affine Sendtn.
- Solanum africanum Mill.
- Solanum agnewiorum Voronts.
- Solanum agnoston S.Knapp
- Solanum agrarium Sendtn.
- Solanum agrimoniifolium Rydb.
- Solanum ajanhuiri Juz. & Bukasov
- Solanum alatirameum Bitter
- Solanum albescens (Britton) Hunz.
- Solanum albicans (Ochoa) Ochoa
- Solanum albidum Dunal
- Solanum albornozii Correll
- Solanum albostellatum R.W.Davis & P.J.H.Hurter
- Solanum aldabrense C.H.Wright
- Solanum aligerum Schltdl.
- Solanum alliariifolium M.Nee & Särkinen
- Solanum allophyllum (Miers) Standl.
- Solanum aloysiifolium Dunal
- Solanum alpinum Zoll. & Moritzi
- Solanum alternatopinnatum Steud.
- Solanum amayanum Ochoa
- Solanum amblophyllum Hook.
- Solanum amblymerum Dunal
- Solanum americanum Mill.
- Solanum amicorum Benth.
- Solanum ammophilum A.R.Bean
- Solanum amnicola S.Knapp
- Solanum amorimii S.Knapp & Giacomin
- Solanum amotapense Svenson
- Solanum amygdalifolium Steud.
- Solanum anamatophilum Ochoa
- Solanum anceps Ruiz & Pav.
- Solanum ancophilum (Correll) Ochoa
- Solanum andreanum Baker
- Solanum anfractum Symon
- Solanum anguivi Lam.
- Solanum angustialatum Bitter
- Solanum angustifidum Bitter
- Solanum angustifolium Mill.
- Solanum angustum Domin
- Solanum anisocladum Giacomin & Stehmann
- Solanum anisophyllum Van Heurck & Müll.Arg.
- Solanum annuum C.V.Morton
- Solanum anoacanthum Sendtn.
- Solanum anomalostemon S.Knapp & M.Nee
- Solanum anomalum Thonn.
- Solanum antisuyo Särkinen & S.Knapp
- Solanum apaporanum R.E.Schult.
- Solanum aparadense L.A.Mentz & M.Nee
- Solanum aphyodendron S.Knapp
- Solanum apiahyense Witasek
- Solanum apiculatum Sendtn.
- Solanum apodophyllum A.R.Bean
- Solanum appendiculatum Humb. & Bonpl. ex Dunal
- Solanum appressum K.E.Roe
- Solanum arachnidanthum Rusby
- Solanum arachnoides A.R.Bean
- Solanum arboreum Humb. & Bonpl. ex Dunal
- Solanum arcanum Peralta
- Solanum arenarium Sendtn.
- Solanum arenicola Särkinen & P.Gonzáles
- Solanum arequipense Bitter
- Solanum argenteum Dunal
- Solanum argentinum Bitter & Lillo
- Solanum argopetalum A.R.Bean
- Solanum aridicola A.R.Bean
- Solanum aridum Morong
- Solanum armentalis J.L.Gentry & D'Arcy
- Solanum armourense A.R.Bean
- Solanum artense Montr
- Solanum arundo Mattei
- Solanum ashbyae Symon
- Solanum asperolanatum Ruiz & Pav.
- Solanum asperrimum Bitter
- Solanum aspersum S.Knapp
- Solanum asperum Rich.
- Solanum asterophorum Mart.
- Solanum asteropilodes Bitter
- Solanum asymmetriphyllum Specht
- Solanum athenae Symon
- Solanum atitlanum Roe
- Solanum atropurpureum Schrank
- Solanum aturense Humb. & Bonpl. ex Dunal
- Solanum augustii Ochoa
- Solanum aureitomentosum Bitter
- Solanum aureum Humb. & Bonpl. ex Dunal
- Solanum austrocaledonicum Seem.
- Solanum austropiceum A.R.Bean
- Solanum aviculare G.Forst.
- Solanum axillifolium K.E.Roe
- Solanum ayacuchense Ochoa

## B
- Solanum bahamense L.
- Solanum bahianum S.Knapp
- Solanum banzicum A.R.Bean
- Solanum barbeyanum Huber
- Solanum barbisetum Nees
- Solanum barbulatum Zahlbr.
- Solanum baretiae Tepe
- Solanum basendopogon Bitter
- Solanum batoides D'Arcy & Rakot.
- Solanum bauerianum Endl.
- Solanum beaugleholei Symon
- Solanum bellum S.Knapp
- Solanum berthaultii Hawkes
- Solanum betaceum Cav. - tamarillo
- Solanum betroka D'Arcy & Rakot.
- Solanum bicolor Willd.
- Solanum bicorne Dunal
- Solanum bistellatum L.B.Sm. & Downs
- Solanum × blanco-galdosii Ochoa
- Solanum bohsiae J.D.Tovar
- Solanum boldoense Dunal & A.DC.
- Solanum bolivianum Britton ex Rusby
- Solanum boliviense Dunal
- Solanum bombycinum Ochoa
- Solanum bonariense L.
- Solanum borgmannii Symon
- Solanum brachyantherum Phil.
- Solanum bradei Giacomin & Stehmann
- Solanum brevicaule Bitter
- Solanum brevifolium Humb. & Bonpl. ex Dunal
- Solanum brevipedicellatum K.E.Roe
- Solanum brownii Dunal
- Solanum buddlejifolium Sendtn.
- Solanum buesii Vargas
- Solanum bulbocastanum Dunal
- Solanum bullatum Vell.
- Solanum bumeliifolium Dunal
- Solanum burchellii Dunal
- Solanum burkartii Ochoa

## C
- Solanum caatingae S.Knapp & Särkinen
- Solanum caavurana Vell.
- Solanum cacosmum Bohs
- Solanum caelicola Giacomin & Stehmann
- Solanum caesium Griseb.
- Solanum cajamarquense Ochoa
- Solanum cajanumense Kunth
- Solanum caldense Carvalho
- Solanum calidum Bohs
- Solanum calileguae Cabrera
- Solanum callianthum C.V.Morton
- Solanum callicarpoides Wall.
- Solanum callosum A.R.Bean
- Solanum campaniforme Willd.
- Solanum campanulatum R.Br.
- Solanum campanuliflorum C.H.Wright
- Solanum campechiense L.
- Solanum camptostylum Bitter
- Solanum campylacanthum Hochst. ex A.Rich.
- Solanum camranhense Dy Phon & Hul
- Solanum candelarianum Cárdenas
- Solanum candidum Lindl.
- Solanum candolleanum Berthault
- Solanum canense Rydb.
- Solanum cantense Ochoa
- Solanum capense L.
- Solanum capillipes Britton
- Solanum capitaneum A.R.Bean
- Solanum capsiciforme (Domin) Baylis
- Solanum capsicoides All.
- Solanum carautae Carvalho
- Solanum cardiophyllum Lindl.
- Solanum carduiforme F.Muell.
- Solanum caricaefolium Rusby
- Solanum caripense Humb. & Bonpl. ex Dunal
- Solanum carolinense L.
- Solanum cassioides L.B.Sm. & Downs
- Solanum castaneum Carvalho
- Solanum cataphractum A.Cunn. ex Benth.
- Solanum catilliflorum G.J.Anderson, Martine, Prohens & Nuez
- Solanum catombelense Peyr.
- Solanum caumii (F.Br.) D.H.R.McClell.
- Solanum celatum A.R.Bean
- Solanum celsum Standl. & C.V.Morton
- Solanum centrale J.M.Black
- Solanum cerasiferum Dunal
- Solanum cernuum Vell.
- Solanum chachapoyasense Bitter
- Solanum chacoense Bitter
- Solanum chalmersii S.Knapp
- Solanum chamaeacanthum Griseb.
- Solanum chamaepolybotryon Bitter
- Solanum cheesmaniae (L.Riley) Fosberg - pomodoro delle Galapagos
- Solanum chenopodinum F.Muell.
- Solanum chenopodioides Lam.
- Solanum chiapasense K.E.Roe
- Solanum chilense (Dunal) Reiche
- Solanum chillagoense (Domin) A.R.Bean
- Solanum chilliasense Ochoa
- Solanum chimborazense Bitter & Sodiro
- Solanum chingchunense S.S.Ying
- Solanum chippendalei Symon
- Solanum chiquidenum Ochoa
- Solanum chlamydogynum Bitter
- Solanum chmielewskii (C.M.Rick, Kesicki, Fobes & M.Holle) D.M.Spooner, G.J.Anderson & R.K.Jansen
- Solanum chomatophilum Bitter
- Solanum chrysasteroides Werderm.
- Solanum chrysotrichum Schltdl.
- Solanum cinereum R.Br.
- Solanum cinnamomeum Sendtn.
- Solanum citrinum M.Nee
- Solanum citrullifolium A.Braun
- Solanum cladotrichum Dunal
- Solanum clandestinum Bohs
- Solanum clarkiae Symon
- Solanum clarum Correll
- Solanum clathratum Sendtn.
- Solanum cleistogamum Symon
- Solanum clivorum S.Knapp
- Solanum coactiliferum J.M.Black
- Solanum coagulans Forssk.
- Solanum coalitum S.Knapp
- Solanum cobanense J.L.Gentry
- Solanum cochabambense Bitter
- Solanum cochoae G.J.Anderson & Bernardello
- Solanum cocosoides A.R.Bean
- Solanum colombianum Dunal
- Solanum comarapanum M.Nee
- Solanum comitis Dunal
- Solanum commersonii Poir.
- Solanum complectens M.Nee & G.J.Anderson
- Solanum compressum L.B.Sm. & Downs
- Solanum comptum C.V.Morton
- Solanum concarense Hunz.
- Solanum concinnum Schott ex Sendtn.
- Solanum confertiflorum Stehmann & Tabosa
- Solanum confertiseriatum Bitter
- Solanum confine Dunal
- Solanum confusum C.V.Morton
- Solanum conglobatum Dunal
- Solanum conicum Ruiz & Pav.
- Solanum conocarpum Dunal
- Solanum consimile C.V.Morton
- Solanum contumazaense Ochoa
- Solanum cookii Symon
- Solanum coquimbense J.R.Benn.
- Solanum coracinum Symon
- Solanum cordatum Forssk.
- Solanum cordicitum S.R.Stern
- Solanum cordifolium Dunal
- Solanum cordioides S.Knapp
- Solanum cordovense Sessé & Moc.
- Solanum coriaceum Dunal
- Solanum corifolium F.Muell.
- Solanum cormanthum Vell.
- Solanum corneliomulleri J.F.Macbr.
- Solanum cornifolium Humb. & Bonpl. ex Dunal
- Solanum corumbense S.Moore
- Solanum corymbiflorum (Sendtn.) Bohs
- Solanum corymbosum Jacq.
- Solanum costatum M.Nee
- Solanum cowiei Martine
- Solanum crassinervium Tepe
- Solanum crassitomentosum Domin
- Solanum crebrispinum A.R.Bean
- Solanum cremastanthemum Werderm.
- Solanum crinitipes Dunal
- Solanum crinitum Lam.
- Solanum crispum Ruiz & Pav.
- Solanum croatii D'Arcy & R.C.Keating
- Solanum crotonifolium Humb. & Bonpl. ex Dunal
- Solanum crotonoides Lam.
- Solanum cruciferum Bitter
- Solanum cucullatum S.Knapp
- Solanum cunninghamii Benth.
- Solanum curtilobum Juz. & Bukasov
- Solanum curvicuspe Domin
- Solanum cutervanum Zahlbr.
- Solanum cyaneopurpureum De Wild.
- Solanum cyanocarphium Blume
- Solanum cyathophorum M.Nee & Farruggia
- Solanum cyclophyllum S.Knapp
- Solanum cylindricum Vell.
- Solanum cymbalariifolium Chiov.

## D
- Solanum dalibardiforme Bitter
- Solanum dallmannianum Warb.
- Solanum dammerianum Lauterb. & K.Schum.
- Solanum daphnophyllum Bitter
- Solanum darienense S.Knapp
- Solanum dasyanthum Brandegee
- Solanum dasyneuron S.Knapp
- Solanum dasyphyllum Schumach. & Thonn.
- Solanum davidsei Carvalho
- Solanum davisense Whalen
- Solanum decompositiflorum Sendtn.
- Solanum decorum Sendtn.
- Solanum defensum F.Muell.
- Solanum deflexicarpum C.Y.Wu & S.C.Huang
- Solanum deflexiflorum Bitter
- Solanum deflexum Greenm.
- Solanum delicatulum L.B.Sm. & Downs
- Solanum delitescens C.V.Morton
- Solanum demissum Lindl.
- Solanum dendroicum O.E.Schulz & Ekman ex O.C.Schmidt
- Solanum dennekense Dammer
- Solanum denseaculeatum Symon
- Solanum densevestitum F.Muell. ex Benth.
- Solanum depauperatum Dunal
- Solanum diamantinense Agra
- Solanum dianthophorum Dunal
- Solanum dianthum Rusby
- Solanum dichroandrum Dunal
- Solanum didymum Dunal
- Solanum dillonii S.Knapp
- Solanum dimidiatum Raf.
- Solanum dimorphandrum S.Knapp
- Solanum dimorphispinum C.T.White
- Solanum dioicum W.Fitzg.
- Solanum diphyllum L.
- Solanum diploconos (Mart.) Bohs
- Solanum discolor R.Br.
- Solanum dissectum Symon
- Solanum dissimile C.V.Morton
- Solanum distichophyllum Sendtn.
- Solanum ditrichum A.R.Bean
- Solanum diversiflorum F.Muell.
- Solanum diversifolium Humb. & Bonpl. ex Dunal
- Solanum doddsii Correll
- Solanum dolichocremastrum Bitter
- Solanum dolichorhachis Bitter
- Solanum dolichosepalum Bitter
- Solanum dolosum C.V.Morton ex S.Knapp
- Solanum donianum Walp.
- Solanum douglasii Dunal
- Solanum dryanderense A.R.Bean
- Solanum dulcamara L. - dulcamara
- Solanum dulcamaroides Poir.
- Solanum dumicola A.R.Bean
- Solanum dunalianum Gaudich.
- Solanum dysprosium A.R.Bean

## E
- Solanum eardleyae Symon
- Solanum eburneum Symon
- Solanum echegarayi Hieron.
- Solanum echidniforme Dunal
- Solanum echinatum R.Br.
- Solanum edinense Berthault
- Solanum edmondstonii Hook.f.
- Solanum edmundoi Cuevas & N.M. Núnez
- Solanum ehrenbergii Rydb.
- Solanum eitenii Agra
- Solanum elachophyllum F.Muell.
- Solanum elaeagnifolium Cav.
- Solanum elatius A.R.Bean
- Solanum elegans Dunal
- Solanum ellipticum R.Br.
- Solanum elvasioides S.Knapp
- Solanum eminens A.R.Bean
- Solanum emmottii A.R.Bean
- Solanum emulans Raf.
- Solanum enantiophyllanthum Bitter
- Solanum endoadenium Bitter
- Solanum endopogon (Bitter) Bohs
- Solanum ensifolium Dunal
- Solanum eremophilum F.Muell.
- Solanum erianthum D.Don
- Solanum erosomarginatum S.Knapp
- Solanum erythracanthum Bojer ex Dunal
- Solanum erythrotrichum Fernald
- Solanum esuriale Lindl.
- Solanum etuberosum Lindl.
- Solanum euacanthum Phil.
- Solanum evolvulifolium Greenm.
- Solanum evolvuloides Giacomin & Stehmann
- Solanum evonymoides Sendtn.
- Solanum exarmatum Anil, Maya, Soumya & K.Murugan
- Solanum exemptum A.R.Bean
- Solanum exiguum Bohs
- Solanum expedunculatum Symon

## F
- Solanum falciforme Farruggia
- Solanum falconense S.Knapp
- Solanum fallax Bohs
- Solanum fecundum A.R.Bean
- Solanum felinum Bitter ex Whalen
- Solanum fernandesii V.Samp. & R.L.Moura
- Solanum fernandezianum Phil.
- Solanum ferocissimum Lindl.
- Solanum ferrugineum Jacq.
- Solanum fervens A.R.Bean
- Solanum fiebrigii Bitter
- Solanum filiforme Ruiz & Pav.
- Solanum filirhachis Giacomin & Stehmann
- Solanum flaccidum Vell.
- Solanum flagellare Sendtn.
- Solanum flahaultii Bitter
- Solanum flexicaule Benth.
- Solanum foetens Pittier ex S.Knapp
- Solanum forskaolii Dunal
- Solanum fortunense Bohs
- Solanum fosbergianum D'Arcy
- Solanum fragile Wedd.
- Solanum francisii A.R.Bean
- Solanum fraxinifolium Dunal
- Solanum friburgense Giacomin & Stehmann
- Solanum fulgens (J.F.Macbr.) K.E.Roe
- Solanum fulvidum Bitter
- Solanum furcatum Dunal
- Solanum furfuraceum R.Br.
- Solanum fusiforme L.B.Sm. & Downs

## G
- Solanum gabrielae Domin
- Solanum galactites A.R.Bean
- Solanum galapagense S.C.Darwin & Peralta
- Solanum galbinum A.R.Bean
- Solanum gandarillasii Cárdenas
- Solanum garcia-barrigae Ochoa
- Solanum gardneri Sendtn.
- Solanum gertii S.Knapp
- Solanum gibbsiae J.R.Drumm.
- Solanum giganteum Jacq.
- Solanum gilesii Symon
- Solanum gilioides Rusby
- Solanum glabratum Dunal
- Solanum glandulosipilosum Bitter
- Solanum glaucescens Zucc.
- Solanum glaucophyllum Desf.
- Solanum glomuliflorum Sendtn.
- Solanum glutinosum Dunal
- Solanum gnaphalocarpum Vell.
- Solanum goetzei Dammer
- Solanum gomphodes Dunal
- Solanum goniocaulon S.Knapp
- Solanum gonocladum Dunal
- Solanum gonyrhachis S.Knapp
- Solanum goodspeedii K.E.Roe
- Solanum graciliflorum Dunal
- Solanum gracilifrons Bitter
- Solanum grandidentatum Phil.
- Solanum grandiflorum Ruiz & Pav.
- Solanum graniticola V.Samp. & Gouvêa
- Solanum graniticum A.R.Bean
- Solanum granulosoleprosum Dunal
- Solanum gratum Bitter
- Solanum graveolens Bunbury
- Solanum grayi Rose
- Solanum guamense Merr.
- Solanum guaraniticum A.St.-Hil.
- Solanum guerreroense Correll
- Solanum guineense L.
- Solanum gundlachii Urb.
- Solanum gympiense Symon

## H
- Solanum habrocaulon S.Knapp
- Solanum habrochaites S.Knapp & D.M.Spooner
- Solanum hamulosum C.T.White
- Solanum hapalum A.R.Bean
- Solanum harmandii Bonati
- Solanum hasslerianum Chodat
- Solanum hastifolium Hochst. ex Dunal
- Solanum hastiforme Correll
- Solanum havanense Jacq.
- Solanum hayesii Fernald
- Solanum hazenii Britton
- Solanum heinianum D'Arcy & R.C.Keating
- Solanum heiseri G.J.Anderson
- Solanum heleonastes S.Knapp
- Solanum helix Giacomin & Stehmann
- Solanum herba-bona Reiche
- Solanum herculeum Bohs
- Solanum hesperium Symon
- Solanum heterodoxum Dunal
- Solanum heteropodium Symon
- Solanum hexandrum Vell.
- Solanum hibernum Bohs
- Solanum hieronymi Kuntze
- Solanum hillebrandii H.St.John
- Solanum hindsianum Benth.
- Solanum hintonii Correll
- Solanum hirtellum (Spreng.) Hassl.
- Solanum hirtulum Steud. ex A.Rich.
- Solanum hirtum Vahl
- Solanum hjertingii Hawkes
- Solanum hoehnei C.V.Morton
- Solanum hoffmanseggii Sendtn.
- Solanum homalospermum Chiarini
- Solanum hoplopetalum Bitter & Summerh.
- Solanum horridum Dunal
- Solanum hougasii Correll
- Solanum houstonii Martyn
- Solanum hovei Dunal
- Solanum huancabambense Ochoa
- Solanum huayavillense Del Vitto & Peten.
- Solanum huaylasense Peralta
- Solanum hugonis Heine
- Solanum huilense Bohs
- Solanum humblotii Dammer
- Solanum humboldtianum Granados-Tochoy & S.Knapp
- Solanum humectophilum Ochoa
- Solanum humile Lam.
- Solanum hunzikeri Chiarini & Cantero
- Solanum hutchisonii (J.F.Macbr.) Bohs
- Solanum hydroides Gouvêa & Giacomin
- Solanum hypacrarthrum Bitter
- Solanum hypaleurotrichum Bitter
- Solanum hypermegethes Werderm.
- Solanum hypocalycosarcum Bitter
- Solanum hyporhodium A.Braun & C.D.Bouché
- Solanum hystrix R.Br.

## I
- Solanum igniferum Gouvêa & Stehmann
- Solanum iltisii K.E.Roe
- Solanum imamense Dunal
- Solanum imbaburense S.Knapp
- Solanum imberbe Bitter
- Solanum immite Dunal
- Solanum inaequilaterum Domin
- Solanum inaequiradians Werderm.
- Solanum inamoenum Benth.
- Solanum incanoalabastrum Symon
- Solanum incanum L.
- Solanum incarceratum Ruiz & Pav.
- Solanum incasicum Ochoa
- Solanum incompletum Dunal
- Solanum incomptum Bitter
- Solanum incurvum Ruiz & Pav.
- Solanum × indianense Heiser & J.Soria
- Solanum indivisum Witasek ex J.R.Benn.
- Solanum inelegans Rusby
- Solanum infundibuliforme Phil.
- Solanum infuscatum Symon
- Solanum innoxium A.R.Bean
- Solanum inodorum Vell.
- Solanum inornatum Witasek
- Solanum insidiosum Mart.
- Solanum insulae-pinorum Heine
- Solanum interandinum Bitter
- Solanum interius Rydb.
- Solanum intermedium Sendtn.
- Solanum intonsum A.R.Bean
- Solanum invictum A.R.Bean
- Solanum involucratum Blume
- Solanum iodinum A.R.Bean
- Solanum iodotrichum Van Heurck & Müll.Arg.
- Solanum ionidium Bitter
- Solanum iopetalum (Bitter) Hawkes
- Solanum irregulare C.V.Morton
- Solanum isodynamum Sendtn.
- Solanum itatiaiae Dusén
- Solanum ivohibe D'Arcy & Rakot.

## J
- Solanum jabrense Agra & M.Nee
- Solanum jamaicense Mill.
- Solanum jamesii Torr.
- Solanum jobsonii Martine, J.Cantley & L.M.Lacey
- Solanum johnsonianum A.R.Bean
- Solanum johnstonii Whalen
- Solanum jubae Bitter
- Solanum jucundum A.R.Bean
- Solanum juglandifolium Humb. & Bonpl. ex Dunal
- Solanum julocrotonoides Hassl.
- Solanum junctum S.R.Stern & M.Nee
- Solanum juninense Bitter
- Solanum jussiaei Dunal
- Solanum juvenale Thell.
- Solanum juzepczukii Bukasov

## K
- Solanum kachinense X.Aubriot & S.Knapp
- Solanum karsense Symon
- Solanum kentrocaule A.R.Bean
- Solanum kioniotrichum Bitter ex J.F.Macbr.
- Solanum kleinii L.B.Sm. & Downs
- Solanum knappiae Agra & V.S.Samp.
- Solanum knoblochii (Whalen) S.R.Stern
- Solanum kollastrum Gouvêa & Giacomin
- Solanum kriegeri Giacomin & Stehmann
- Solanum kulliwaita S.Knapp
- Solanum kurtzianum Bitter & Wittm.

## L
- Solanum labyrinthinum D.H.R.McClell.
- Solanum lacerdae Dusén
- Solanum lachnophyllum Symon
- Solanum laciniatum Aiton
- Solanum lacteum Vell.
- Solanum lacunarium F.Muell.
- Solanum lagoense Stehmann
- Solanum lamprocarpum Bitter
- Solanum lanceifolium Jacq.
- Solanum lanceolatum Cav.
- Solanum lantana Sendtn.
- Solanum lanzae J.-P.Lebrun & Stork
- Solanum lapidosum A.R.Bean
- Solanum lasiocarpum Dunal
- Solanum lasiocladum S.Knapp
- Solanum lasiophyllum Dunal
- Solanum lasiopodium Dunal
- Solanum latens A.R.Bean
- Solanum latiflorum Bohs
- Solanum laurifrons Bitter
- Solanum laxissimum Bitter
- Solanum laxum Spreng.
- Solanum leiophyllum Benth.
- Solanum leontopodium Sendtn.
- Solanum leopoldense Symon
- Solanum lepidotum Humb. & Bonpl. ex Dunal
- Solanum leptacanthum Merr. & L.M.Perry
- Solanum leptocaulon Van Heurck & Müll.Arg.
- Solanum leptopodum Van Heurck & Müll.Arg.
- Solanum leptorhachis Bitter
- Solanum leptostachys Dunal
- Solanum leratii Schltr.
- Solanum lesteri Hawkes & Hjerting
- Solanum leucandrum Whalen
- Solanum leucocarpon Dunal
- Solanum leucodendron Sendtn.
- Solanum leucopogon Huber
- Solanum levigatum Dunal
- Solanum lhotskyanum Dunal
- Solanum lichtensteinii Willd.
- Solanum lidii Sunding
- Solanum lignescens Fernald
- Solanum lignicaule Vargas
- Solanum limbaniense Ochoa
- Solanum limitare A.R.Bean
- Solanum limoncochaense Tepe
- Solanum lindenii Rusby
- Solanum linearifolium Geras. ex Symon
- Solanum linnaeanum Hepper & P.-M.L.Jaeger - pomo di Sodoma
- Solanum lithophilum F.Muell.
- Solanum litoraneum A.E.Gonç.
- Solanum lobatum A.R.Bean
- Solanum lobbianum Bitter
- Solanum longevirgatum Bitter
- Solanum longiconicum Bitter
- Solanum longifilamentum Särkinen & P.Gonzáles
- Solanum loxophyllum Bitter
- Solanum lucani F.Muell.
- Solanum lucens S.Knapp
- Solanum luculentum C.V.Morton ex S.Knapp
- Solanum lumholtzianum Bartlett
- Solanum luridifuscescens Bitter
- Solanum luteoalbum Pers.
- Solanum lycocarpum A.St.-Hil.
- Solanum lycopersicoides Dunal
- Solanum lycopersicum L. - pomodoro
- Solanum lyratum Thunb.
- Solanum lythrocarpum A.R.Bean

## M
- Solanum macbridei Hunz. & Lallana
- Solanum macoorai F.M.Bailey
- Solanum macracanthum A.Rich.
- Solanum macrocarpon L.
- Solanum macrothyrsum Dammer
- Solanum macrotonum Bitter
- Solanum madagascariense Dunal
- Solanum maestrense Urb.
- Solanum maglia Schltdl.
- Solanum magnifolium F.Muell.
- Solanum mahoriense D'Arcy & Rakot.
- Solanum malacothrix S.Knapp
- Solanum malignum A.R.Bean
- Solanum malindiense Voronts.
- Solanum malletii S.Knapp
- Solanum malmeanum Bitter
- Solanum mammosum L.
- Solanum manabiense S.R.Stern
- Solanum mapiricum S.Knapp
- Solanum mapiriense Bitter
- Solanum maranguapense Bitter
- Solanum marantifolium Bitter
- Solanum marginatum L.f.
- Solanum mariae Särkinen & S.Knapp
- Solanum marmoratum Barboza & S.Knapp
- Solanum martii Sendtn.
- Solanum matadori L.B.Sm. & Downs
- Solanum maternum Bohs
- Solanum maturecalvans Bitter
- Solanum mauense Bitter
- Solanum mauritianum Scop.
- Solanum medians Bitter
- Solanum medicagineum A.R.Bean
- Solanum medusae Gouvêa
- Solanum megalochiton Mart.
- Solanum megalonyx Sendtn.
- Solanum megaspermum Agra
- Solanum melanospermum F.Muell.
- Solanum melastomoides C.H.Wright
- Solanum melissarum Bohs
- Solanum mellobarretoi Agra & Stehmann
- Solanum melongena L. - melanzana
- Solanum memaoyanum D.H.R.McClell.
- Solanum memphiticum J.F.Gmel.
- Solanum mentiens A.R.Bean
- Solanum metrobotryon Dunal
- Solanum michaelis Särkinen & S.Knapp
- Solanum michoacanum Rydb.
- Solanum microdontum Bitter
- Solanum microleprodes Bitter
- Solanum microphyllum Dunal
- Solanum milnei Seem.
- Solanum minutifoliolum Correll
- Solanum missimense Symon
- Solanum mitchellianum Domin
- Solanum mite Ruiz & Pav.
- Solanum mitlense Dunal
- Solanum miyakojimense T.Yamaz. & A.Takushi
- Solanum mochiquense Ochoa
- Solanum moense Britton & P.Wilson
- Solanum monachophyllum Humb. & Bonpl. ex Dunal
- Solanum monadelphum Van Heurck & Müll.Arg.
- Solanum monanthemon S.Knapp
- Solanum monarchostemon S.Knapp
- Solanum montanum L.
- Solanum morellifolium Bohs
- Solanum morelliforme Bitter & Münch
- Solanum morii S.Knapp
- Solanum mortonii Hunz.
- Solanum moxosense M.Nee
- Solanum muenscheri Standl. & Steyerm.
- Solanum multifidum Lam.
- Solanum multiflorum Roth
- Solanum multiglochidiatum Domin
- Solanum multiinterruptum Bitter
- Solanum multispinum N.E.Br.
- Solanum multivenosum Symon
- Solanum muricatum Aiton - caciuma
- Solanum murinum Sendtn.
- Solanum myoxotrichum Baker
- Solanum myriacanthum Dunal
- Solanum myrsinoides D'Arcy & Rakot.

## N
- Solanum narcoticosmum Bitter
- Solanum naucinum S.Knapp
- Solanum nava Webb & Berthel.
- Solanum neei Chiarini & L.A.Mentz
- Solanum nelsonii Dunal
- Solanum nematopus Sendtn.
- Solanum nematorhachis S.Knapp
- Solanum nemophilum F.Muell.
- Solanum nemorense Dunal
- Solanum neoanglicum A.R.Bean
- Solanum neocardenasii Hawkes & Hjert.
- Solanum neorickii D.M.Spooner, G.J.Anderson & R.K.Jansen
- Solanum neorossii Hawkes & Hjert.
- Solanum neoweberbaueri Wittm.
- Solanum nienkui Merr. & Chun
- Solanum nigrescens M.Martens & Galeotti
- Solanum nigricans M.Martens & Galeotti
- Solanum nigriviolaceum Bitter
- Solanum nigrum L. - morella comune
- Solanum nitidibaccatum Bitter
- Solanum nitidum Ruiz & Pav.
- Solanum nobile A.R.Bean
- Solanum nolense Symon
- Solanum novomexicanum (Bartlett) S.R.Stern
- Solanum nubicola Ochoa
- Solanum nudum Humb. & Bonpl. ex Dunal
- Solanum nummularium S.Moore
- Solanum nuricum M.Nee
- Solanum nutans Ruiz & Pav.

## O
- Solanum obliquum Ruiz & Pav.
- Solanum oblongifolium Humb. & Bonpl. ex Dunal
- Solanum oblongum Ruiz & Pav.
- Solanum obovalifolium Pittier ex Benítez
- Solanum occultum Bohs
- Solanum ochranthum Humb. & Bonpl. ex Dunal
- Solanum ochrophyllum Van Heurck & Müll.Arg.
- Solanum octonum A.R.Bean
- Solanum odoriferum Vell.
- Solanum oedipus Symon
- Solanum okadae Hawkes & Hjert.
- Solanum oldfieldii F.Muell.
- Solanum oligacanthum F.Muell.
- Solanum oligandrum Symon
- Solanum oliveirae Carvalho
- Solanum olmosense Ochoa
- Solanum olympicum Hassl.
- Solanum ombrophilum Pittier ex S.Knapp
- Solanum oocarpum Sendtn.
- Solanum oomsis A.R.Bean
- Solanum opacum A.Braun & C.D.Bouché
- Solanum oppositifolium Ruiz & Pav.
- Solanum orbiculatum Dunal
- Solanum orbignianum Sendtn.
- Solanum orgadophilum A.R.Bean
- Solanum orthacanthum O.E.Schulz
- Solanum ortivum A.R.Bean
- Solanum ossicruentum Martine & J.Cantley
- Solanum osteocarpum A.R.Bean
- Solanum ovalifolium Humb. & Bonpl. ex Dunal
- Solanum ovum-fringillae (Dunal) Bohs
- Solanum oxapampense S.Knapp
- Solanum oxycarpum Schiede
- Solanum oxycoccoides Bitter
- Solanum oxyphyllum C.V.Morton

## P
- Solanum pabstii L.B.Sm. & Downs
- Solanum pachimatium Dunal
- Solanum pachyandrum Bitter
- Solanum pachyneuroides Amshoff
- Solanum pachyneurum O.E.Schulz
- Solanum pacificum Tepe
- Solanum palinacanthum Dunal
- Solanum palitans C.V.Morton
- Solanum pallidifolium A.R.Bean
- Solanum pallidum Rusby
- Solanum palmillae Standl.
- Solanum paludosum Moric.
- Solanum palustre Poepp. ex Schltdl.
- Solanum pampaninii Chiov.
- Solanum pancheri Guillaumin
- Solanum paniculatum L.
- Solanum papaverifolium Symon
- Solanum paposanum Phil.
- Solanum papuanum Symon
- Solanum paraibanum Agra
- Solanum paralum Bohs
- Solanum paranense Dusén
- Solanum parvifolium R.Br.
- Solanum pastillum S.Knapp
- Solanum paucidens Bitter
- Solanum paucispinum Werderm.
- Solanum paucissectum Ochoa
- Solanum pectinatum Dunal
- Solanum pedemontanum M.Nee
- Solanum pedersenii Cabrera
- Solanum peekelii Bitter
- Solanum peikuoense S.S.Ying
- Solanum pelagicum Bohs
- Solanum pendulum Ruiz & Pav.
- Solanum pennellii Correll
- Solanum pentaphyllum Bitter
- Solanum pentlandii Dunal
- Solanum pereirae Carvalho
- Solanum perlongistylum G.J.Anderson, Martine, Prohens & Nuez
- Solanum pertenue Standl. & C.V.Morton
- Solanum peruvianum L.
- Solanum petilum A.R.Bean
- Solanum petraeum Symon
- Solanum petrophilum F.Muell.
- Solanum phaseoloides Pol.
- Solanum phlomoides A.Cunn. ex Benth.
- Solanum phoberum A.R.Bean
- Solanum phoxocarpum Voronts.
- Solanum physalidicalyx Bitter
- Solanum physalifolium Rusby
- Solanum piceum A.R.Bean
- Solanum pilcomayense Morong
- Solanum pillahuatense Vargas
- Solanum piluliferum Dunal
- Solanum pimpinellifolium L.
- Solanum pinetorum (L.B.Sm. & Downs) Bohs
- Solanum pinnatisectum Dunal
- Solanum pinnatum Cav.
- Solanum pisinnum A.R.Bean
- Solanum pittosporifolium Hemsl.
- Solanum piurae Bitter
- Solanum placitum C.V.Morton
- Solanum plastisexum Martine & McDonnell
- Solanum platacanthum Dunal
- Solanum platense Dieckmann
- Solanum platycypellon S.Knapp
- Solanum plicatile (S.Moore) Symon
- Solanum plowmanii S.Knapp
- Solanum plumense Fernald
- Solanum pluriflorum A.R.Bean
- Solanum pluviale Standl.
- Solanum poinsettiifolium Rusby
- Solanum poka Dunal
- Solanum polhillii Voronts.
- Solanum polyacanthos Lam.
- Solanum polyadenium Greenm.
- Solanum polygamum Vahl
- Solanum polyphyllum Phil.
- Solanum polytrichostylum Bitter
- Solanum polytrichum Moric.
- Solanum praetermissum Kerr ex Barnett
- Solanum premnifolium (Miers) Bohs
- Solanum prinophyllum Dunal
- Solanum procumbens Lour.
- Solanum × procurrens A.C.Leslie
- Solanum prolatum A.R.Bean
- Solanum proteanthum Bohs
- Solanum pruinosum Dunal
- Solanum pseuderanthemoides Schltr.
- Solanum pseudoamericanum Särkinen, P.Gonzáles & S.Knapp
- Solanum pseudoauriculatum Chodat & Hassl.
- Solanum pseudocapsicum L. - ciliegia di Gerusalemme
- Solanum pseudodaphnopsis L.A.Mentz & Stehmann
- Solanum pseudogracile Heiser
- Solanum pseudolulo Heiser
- Solanum pseudopedunculatum D.H.R.McClell.
- Solanum pseudoquina A.St.-Hil.
- Solanum pseudosaponaceum Blume
- Solanum pseudospinosum C.H.Wright
- Solanum pseudosycophanta Farruggia
- Solanum psilophyllum Stehmann & Giacomin
- Solanum psychotrioides Humb. & Bonpl. ex Dunal
- Solanum pubescens Willd.
- Solanum pubigerum Dunal
- Solanum pugiunculiferum C.T.White
- Solanum pulverulentifolium K.E.Roe
- Solanum pumilum Dunal
- Solanum punctulatum Dunal
- Solanum pungetium R.Br.
- Solanum pusillum A.R.Bean
- Solanum putii Kerr ex Barnett
- Solanum pycnanthemum Mart.
- Solanum pycnotrichum A.R.Bean
- Solanum pygmaeum Cav.
- Solanum pyracanthos Lam.
- Solanum pyrifolium Lam.

## Q
- Solanum quadriloculatum F.Muell.
- Solanum quaesitum C.V.Morton
- Solanum quebradense S.Knapp
- Solanum quitoense Lam.

## R
- Solanum radicans L.f.
- Solanum ramonense C.V.Morton & Standl.
- Solanum ramulosum Sendtn.
- Solanum raphanifolium Cárdenas & Hawkes
- Solanum raquialatum Ochoa
- Solanum ratale D.H.R.McClell.
- Solanum × rechei Hawkes & Hjerting
- Solanum reclusum A.R.Bean
- Solanum reductum C.V.Morton
- Solanum reflexiflorum Moric. ex Dunal
- Solanum refractifolium Sendtn.
- Solanum refractum Hook. & Arn.
- Solanum reineckii Briq.
- Solanum reitzii L.B.Sm. & Downs
- Solanum remyanum Phil.
- Solanum repandum G.Forst.
- Solanum reptans Bunbury
- Solanum restingae S.Knapp
- Solanum retroflexum Dunal
- Solanum retrorsum Elmer
- Solanum rhaphiotes A.R.Bean
- Solanum rhizomatum Särkinen & M.Nee
- Solanum rhomboideilanceolatum Ochoa
- Solanum rhytidoandrum Sendtn.
- Solanum richardii Dunal
- Solanum rigidum Lam.
- Solanum riojense Bitter
- Solanum riparium Pers.
- Solanum ripense Dunal
- Solanum rivicola Symon
- Solanum rixosum A.R.Bean
- Solanum robinsonii Bonati
- Solanum roblense Bitter
- Solanum robustifrons Bitter
- Solanum robustum H.Wendl.
- Solanum rojasianum (Standl. & Steyerm.) Bohs
- Solanum roseum Bohs
- Solanum rostratum Dunal
- Solanum rovirosanum Donn.Sm.
- Solanum rubetorum Dunal
- Solanum rubicaule S.R.Stern
- Solanum rubiginosum Vahl
- Solanum rude-pannum Dunal
- Solanum rufescens Sendtn.
- Solanum rufistellatum Steyerm.
- Solanum rugosum Dunal
- Solanum ruizii S.Knapp
- Solanum runsoriense C.H.Wright
- Solanum rupincola Sendtn.
- Solanum ruvu Voronts.

## S
- Solanum sagittantherum Granados-Tochoy & C.I.Orozco
- Solanum salamancae Hunz. & Barboza
- Solanum salasianum Ochoa
- Solanum salicifolium Phil.
- Solanum sambiranense D'Arcy & Rakot.
- Solanum sambuciflorum Sendtn.
- Solanum sambucinum Rydb.
- Solanum sanchez-vegae S.Knapp
- Solanum sanctae-catharinae Dunal
- Solanum sanctae-marthae Bitter
- Solanum sandwicense Hook. & Arn.
- Solanum santosii S.Knapp
- Solanum saponaceum Dunal
- Solanum sarrachoides Sendtn.
- Solanum saruwagedense Symon
- Solanum saturatum M.Nee
- Solanum savanillense Bitter
- Solanum savannarum Rib.-Silva & Proença
- Solanum scabrifolium Ochoa
- Solanum scabrum Mill.
- Solanum scalarium Martine & T.M.Williams
- Solanum schefferi F.Muell.
- Solanum schenckii Bitter
- Solanum schimperianum Hochst.
- Solanum schizandrum Sendtn.
- Solanum schlechtendalianum Walp.
- Solanum schliebenii Werderm.
- Solanum schomburgkii Sendtn.
- Solanum schuchii Sendtn.
- Solanum schulzianum Urb.
- Solanum schumannianum Dammer
- Solanum schwackeanum L.B.Sm. & Downs
- Solanum sciadostylis (Sendtn.) Bohs
- Solanum scolophyllum A.R.Bean
- Solanum scuticum M.Nee
- Solanum seaforthianum Andrews
- Solanum sejunctum Brennan, Martine & Symon
- Solanum selachophyllum Bitter
- Solanum selleanum Urb. & Ekman
- Solanum sellowianum Sendtn.
- Solanum sellowii Dunal
- Solanum semiarmatum F.Muell.
- Solanum semisucculentum D.H.R.McClell.
- Solanum semotum M.Nee
- Solanum sendtnerianum Van Heurck & Müll.Arg.
- Solanum senticosum A.R.Bean
- Solanum septemlobum Bunge
- Solanum serpens A.R.Bean
- Solanum sessilantherum Gouvêa & Stehmann
- Solanum sessile Ruiz & Pav.
- Solanum sessiliflorum Dunal
- Solanum setaceum Dammer
- Solanum setigeroides (Whalen) S.R.Stern
- Solanum setosissimum Bitter ex L.A.Mentz & M.Nee
- Solanum shirleyanum Domin
- Solanum sibundoyense (Bohs) Bohs
- Solanum sieberi Van Heurck & Müll.Arg.
- Solanum silvestre A.R.Bean
- Solanum simile F.Muell.
- Solanum simplicissimum Ochoa
- Solanum sinuatiexcisum Bitter
- Solanum sinuatirecurvum Bitter
- Solanum sinuatorepandum K.Braun
- Solanum siphonobasis Bitter
- Solanum sisymbriifolium Lam.
- Solanum sitiens I.M.Johnst.
- Solanum skutchii Correll
- Solanum smithii S.Knapp
- Solanum sodiroi Bitter
- Solanum sodomaeodes Kuntze
- Solanum sogarandinum Ochoa
- Solanum solum J.F.Macbr.
- Solanum somalense Franch.
- Solanum sooretamum Carvalho
- Solanum sotobosquense Bohs
- Solanum sousae S.Knapp
- Solanum spirale Roxb.
- Solanum spissifolium Sendtn.
- Solanum splendens (Dunal) Bohs
- Solanum sporadotrichum F.Muell.
- Solanum stagnale Moric.
- Solanum stellatiglandulosum Bitter
- Solanum stellativelutinum Bitter
- Solanum stelligerum Sm.
- Solanum stenandrum Sendtn.
- Solanum stenophyllidium Bitter
- Solanum stenophyllum Humb. & Bonpl. ex Dunal
- Solanum stenopterum A.R.Bean
- Solanum steyermarkii Carvalho
- Solanum stipitatostellatum Dammer
- Solanum stipulaceum Willd.
- Solanum stipulatum Vell.
- Solanum stipuloideum Rusby
- Solanum stoloniferum Schltdl.
- Solanum storkii C.V.Morton & Standl.
- Solanum stramoniifolium Jacq.
- Solanum stuckertii Bitter
- Solanum stupefactum Symon
- Solanum sturtianum F.Muell.
- Solanum suaveolens Kunth & C.D.Bouché
- Solanum subinerme Jacq.
- Solanum sublentum Hiern
- Solanum subserratum Dunal
- Solanum subsylvestre L.B.Sm. & Downs
- Solanum subtusviolaceum Bitter
- Solanum subumbellatum Vell.
- Solanum subvelutinum Rydb.
- Solanum succosum A.R.Bean & Albr.
- Solanum sulawesi X.Aubriot & S.Knapp
- Solanum sulphureum A.R.Bean
- Solanum sumacaspi S.Knapp
- Solanum superbum S.Knapp
- Solanum supinum Dunal
- Solanum swartzianum Roem. & Schult.
- Solanum sycocarpum Mart. & Sendtn.
- Solanum sycophanta Dunal
- Solanum symmetricum Rusby
- Solanum symonii H.Eichler

## T
- Solanum tabanoense Correll
- Solanum tacanense Lundell
- Solanum taeniotrichum Correll
- Solanum taitense Vatke
- Solanum talarense Svenson
- Solanum tampicense Dunal
- Solanum tanysepalum S.Knapp
- Solanum tarderemotum Bitter
- Solanum tarnii Hawkes & Hjert.
- Solanum tectum Pers.
- Solanum tegore Aubl.
- Solanum tenuiflagellatum Bitter ex S.Knapp
- Solanum tenuihamatum Bitter
- Solanum tenuipes B.L.Rob.
- Solanum tenuisetosum (Bitter) Bohs
- Solanum tenuispinum Rusby
- Solanum tenuissimum Sendtn.
- Solanum tepuiense S.Knapp
- Solanum tergosericeum Ochoa
- Solanum terminale Forssk.
- Solanum ternatum Ruiz & Pav.
- Solanum terraneum Symon
- Solanum tetramerum Dunal
- Solanum tetrandrum R.Br.
- Solanum tetrathecum F.Muell.
- Solanum tetricum Dunal
- Solanum tettense Klotzsch
- Solanum thelopodium Sendtn.
- Solanum thomasiifolium Sendtn.
- Solanum tiinae Barboza & S.Knapp
- Solanum tobagense (Sandwith) Bohs
- Solanum toldense Mates. & Barboza
- Solanum toliaraea D'Arcy & Rakot.
- Solanum tomentosum L.
- Solanum torreanum A.E.Gonç.
- Solanum torricellense Bitter
- Solanum torvoideum Merr. & L.M.Perry
- Solanum torvum Sw. - fico del diavolo
- Solanum tovarii S.Knapp
- Solanum trachycarpum Bitter & Sodiro
- Solanum trachycyphum Bitter
- Solanum trachytrichium Bitter
- Solanum tribulosum S.Schauer
- Solanum trichopetiolatum D'Arcy & Rakot.
- Solanum trichostylum Merr. & L.M.Perry
- Solanum tricuspidatum Rich. ex Dunal
- Solanum trifidum Correll
- Solanum triflorum Nutt.
- Solanum trifolium Dunal
- Solanum trilobatum L.
- Solanum trinitense Ochoa
- Solanum trinominum J.R.Benn.
- Solanum tripartitum Dunal
- Solanum triplinervium C.V.Morton
- Solanum triquetrum Cav.
- Solanum trisectum Dunal
- Solanum triste Jacq.
- Solanum triunfense S.Knapp
- Solanum trizygum Bitter
- Solanum troyanum Urb.
- Solanum truncicola Bitter
- Solanum tuberosum L. - patata
- Solanum tudununggae Symon
- Solanum tuerckheimii Greenm.
- Solanum tumulicola Symon
- Solanum tunariense Kuntze
- Solanum turgidum S.Knapp
- Solanum turneroides Chodat
- Solanum turraeifolium S.Moore
- Solanum tweedieanum Hook.

## U
- Solanum uleanum Bitter
- Solanum ultimum A.R.Bean
- Solanum ultraspinosum A.R.Bean
- Solanum umalilaense Manoko
- Solanum umbellatum Mill.
- Solanum umbelliferum Eschsch.
- Solanum umbratile J.R.Johnst.
- Solanum umtuma Voronts. & S.Knapp
- Solanum uncinellum Lindl.
- Solanum unifoliatum S.Knapp
- Solanum unilobum (Rusby) Bohs
- Solanum unispinum A.R.Bean
- Solanum urens Dunal
- Solanum ursinum Rusby
- Solanum urticans Dunal
- Solanum urubambaense Agra
- Solanum usambarense Bitter & Dammer
- Solanum usaramense Dammer

## V
- Solanum vacciniiflorum Standl. & L.O.Williams
- Solanum vaccinioides Schltr.
- Solanum vagum Nees
- Solanum vaillantii Dunal
- Solanum valdiviense Dunal
- Solanum valerianum C.V.Morton & Standl.
- Solanum validinervium Benítez & S.Knapp
- Solanum vallis-mexici Juz. ex Bukasov
- Solanum vanheurckii Müll.Arg.
- Solanum vansittartense C.A.Gardner
- Solanum vanuatuense D.H.R.McClell.
- Solanum variabile Mart.
- Solanum velardei Ochoa
- Solanum velleum Thunb.
- Solanum vellozianum Dunal
- Solanum velutinum Dunal
- Solanum velutissimum Rusby
- Solanum venosum Humb. & Bonpl. ex Dunal
- Solanum venturii Hawkes & Hjert.
- Solanum verecundum M.Nee
- Solanum vernei Bitter & Wittm.
- Solanum verrucosum Schltdl.
- Solanum versicolor A.R.Bean
- Solanum verticillatum S.Knapp & Stehmann
- Solanum vescum F.Muell.
- Solanum vespertilio Aiton
- Solanum vestissimum Dunal
- Solanum viarum Dunal
- Solanum vicinum A.R.Bean
- Solanum × viirsooi K.A.Okada & A.M.Clausen
- Solanum villosum Mill.
- Solanum violaceimarmoratum Bitter
- Solanum violaceum Ortega
- Solanum virginianum L.
- Solanum viride G.Forst. ex Biehler - poro-poro
- Solanum viridifolium Dunal
- Solanum viscosissimum Sendtn.
- Solanum volubile Sw.

## W
- Solanum wacketii Witasek
- Solanum warmingii Hiern
- Solanum watneyi Martine & Frawley
- Solanum weddellii Phil.
- Solanum wendlandii Hook.f.
- Solanum whalenii M.Nee
- Solanum wightii Nees
- Solanum wilkinsii S.Moore
- Solanum wittei Robyns
- Solanum wittmackii Bitter
- Solanum woodburyi R.A.Howard
- Solanum woodii Särkinen & S.Knapp
- Solanum wrightii Benth.

## X
- Solanum xanthophaeum Bitter

## Y
- Solanum yanamonense S.Knapp
- Solanum yirrkalense Symon
- Solanum youngii S.Knapp

## Z
- Solanum zanzibarense Vatke
- Solanum zoeae R.L.Barrett
- Solanum zuloagae Cabrera
- Solanum zumbense Bohs